# Agave asperrima
Agave asperrima är en sparrisväxtart som beskrevs av Georg Albano von Jacobi. Agave asperrima ingår i släktet Agave och familjen sparrisväxter.

## Underarter
Arten delas in i följande underarter:
- A. a. asperrima
- A. a. maderensis
- A. a. potosiensis
- A. a. zarcensis

## Bildgalleri

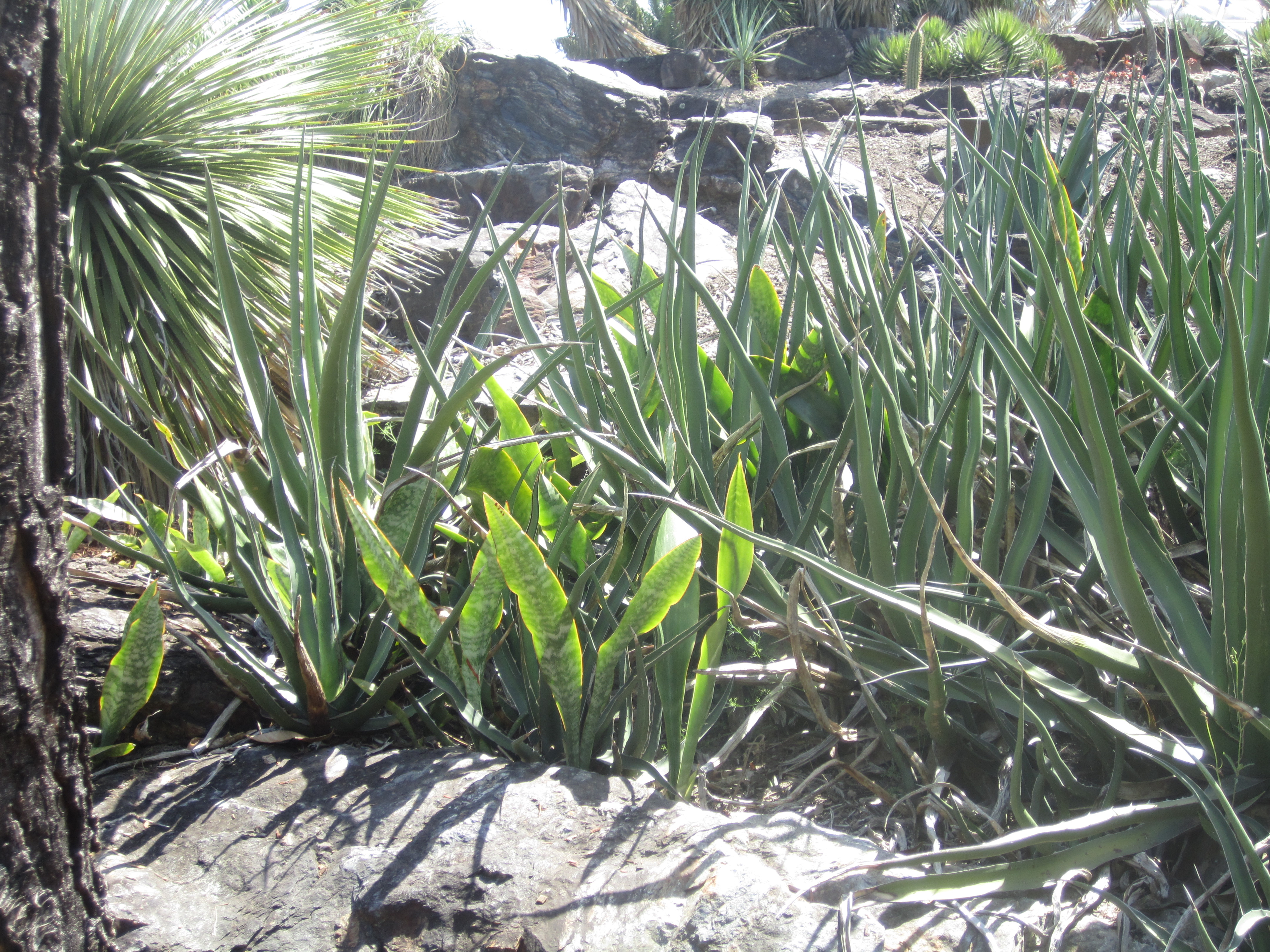